# GMC CCKW
A CCKW egy két és fél tonna hasznos terhelésű, 6×6 hajtásképletű teherautó, melyet a második világháború idején a GMC (General Motors Truck Company) fejlesztett és gyártott az amerikai hadsereg részére, összesen több mint félmillió darabot. Gyártása 1941-ben kezdődött el és a háború befejező évében, 1945-ben ért véget. Nagy számban alkalmazták a normandiai hídfő kiszélesítését követően a szövetséges csapatok ellátására, az ún. Red Ball Express nevű hadtápkonvoj-rendszerben. Az M35 teherautócsalád hadrendbe állításáig maradt elsődleges szállítójármű, alkalmazták a koreai háborúban is. A CCKW alapjaira épült a kétjáratú DUKW csapatszállító.
Típusjelzése a korabeli nevezékrendszeren alapul: az első C karakter a tervezés évét jelenti (1941), a második C karakter a hagyományos zárt vezetőfülkét, a harmadik K karakter az összekerékhajtást, végül az utolsó, W karakter pedig a dupla hajtótengelyeket.